# Ivan Pešić (hrvatski nogometaš)
Ivan Pešić (Šibenik, 6. travnja 1992.) hrvatski je nogometaš koji igra na poziciji lijevog krila. Trenutačno igra za rumunjski drugoligaški klub Chindia Târgoviște.

## Vanjske poveznice
- RNK Split  Arhivirana inačica izvorne stranice od 19. listopada 2016. (Wayback Machine)
- FC Dinamo  Arhivirana inačica izvorne stranice od 24. studenoga 2018. (Wayback Machine)
- Profil, Hrvatski nogometni savez
- Soccerway (engl.)
- Statistics Football   Arhivirana inačica izvorne stranice od 24. studenoga 2018. (Wayback Machine) (engl.)
- [neaktivna poveznica]
- Statistike hrvatskog nogometa
- Transfermarkt (engl.)
- Worldfootball (engl.)